# Giovanni di Paolo
Giovanni di Paolo di Grazia (Siena, 1403 circa – Siena, 1482) è stato un pittore italiano che ha lavorato principalmente a Siena.

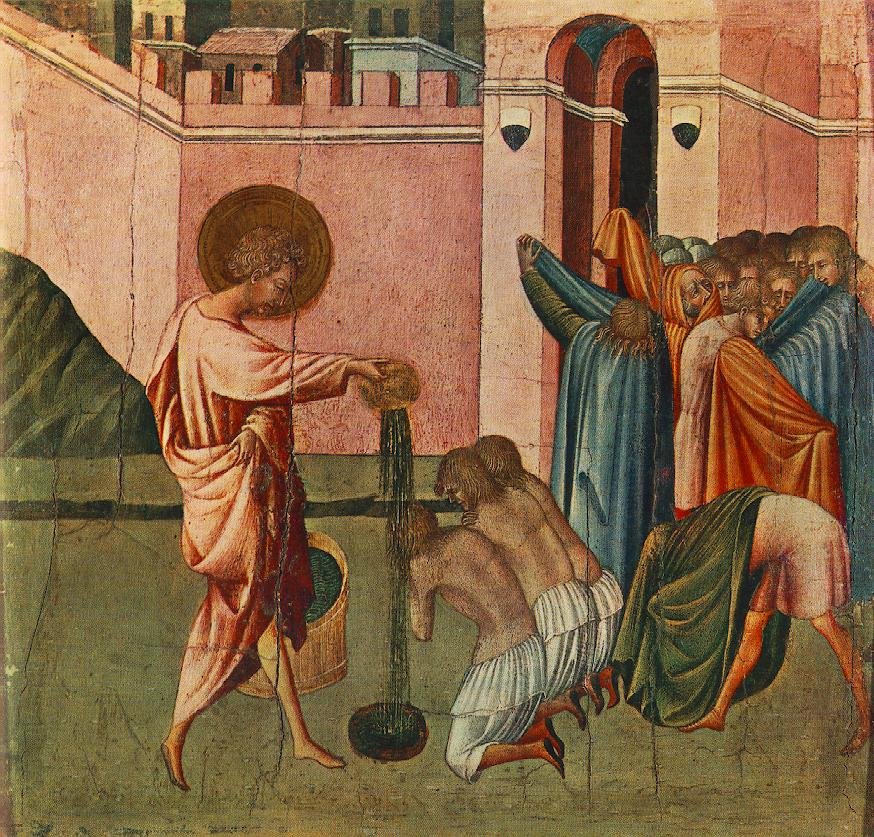
Giovanni di Paolo: Sant'Ansano battezza i Senesi, 1440 circa, Keresztény Múzeum, Esztergom (Ungheria)

Iniziò facendo l'apprendista a Taddeo di Bartolo, diventando un prolifico pittore ed illustratore di manoscritti, tra cui i testi di Dante.
È stato uno dei più importanti pittori del XV secolo della scuola senese. Le sue prime opere mostrano l'influenza dei precedenti maestri senesi, ma più tardi il suo stile è stato più individuale, caratterizzato da colori freddi, duri e dalle forme allungate.
Il suo stile ha assunto anche l'influenza degli artisti del gotico internazionale come Gentile da Fabriano. Molte delle sue opere hanno un'insolita atmosfera onirica, come ad esempio il surreale Miracolo di San Nicola da Tolentino (o San Nicola da Tolentino salva una nave da un naufragio) dipinto nel 1455 circa e ora ospitato nel Philadelphia Museum of Art, mentre i suoi ultimi lavori, in particolare Giudizio Universale, Cielo, Inferno realizzati nel 1465 e l'Assunzione dipinta nel 1475, nella Pinacoteca di Siena, trattano in maniera grottesca questi nobili temi.
Dopo la sua morte è stato a lungo scarsamente considerato ma è stato rivalutato dalla critica nel XX secolo.

## Opere principali
- 1426 Madonna col Bambino e angeli

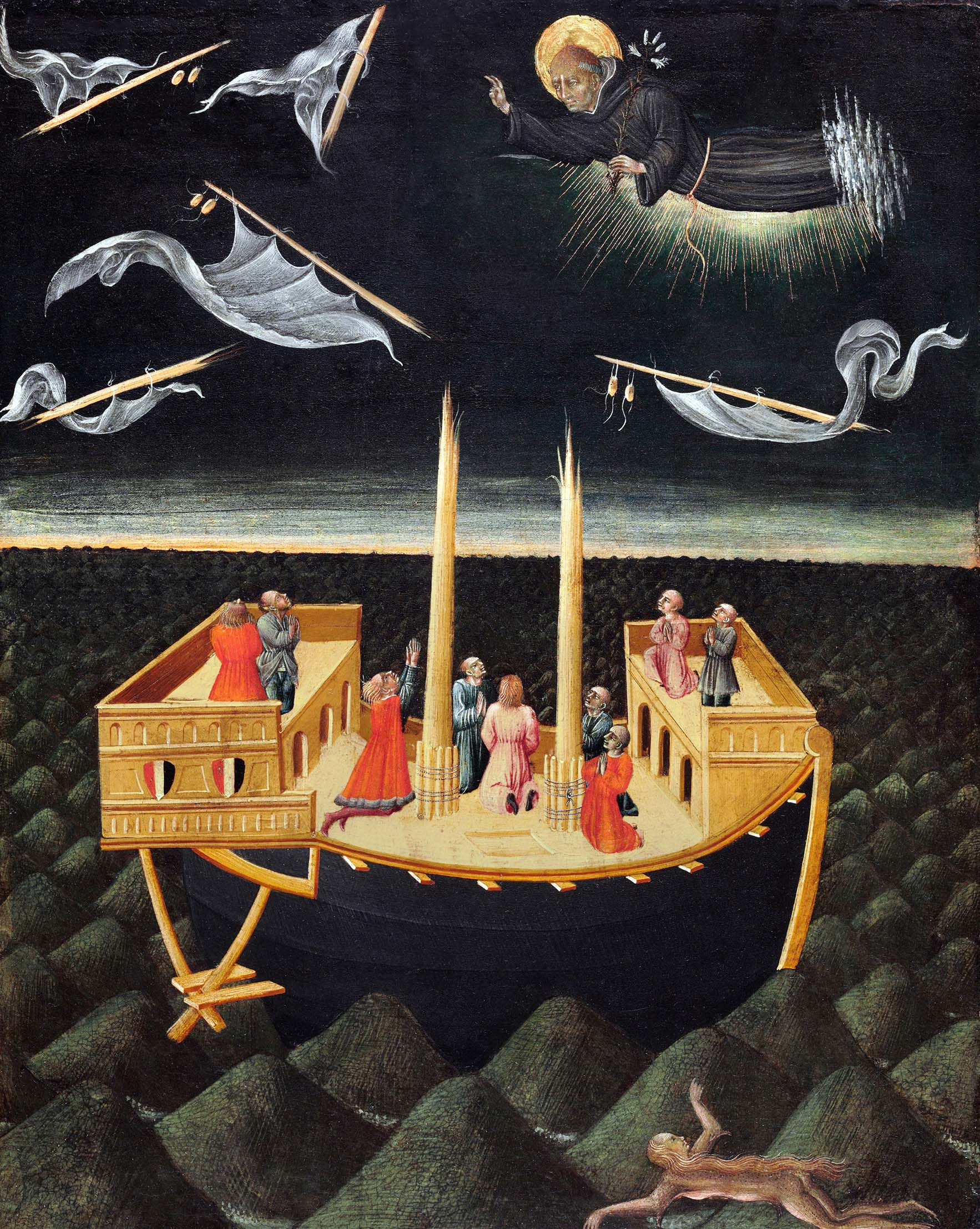
Giovanni di Paolo- San Nicola da Tolentino salva una nave da un naufragio, 1455 ca., Philadelphia Museum of Art

- 1427 Madonna e Cristo al Trono (Museo Nazionale di Serbia, Belgrado)
- 1435 circa, Madonna dell'Umiltà (Pinacoteca Nazionale, Siena)
- 1436 Madonna del Manto (Basilica di San Clemente in Santa Maria dei Servi, Siena)
- 1440 Battesimo di Sant'Ansano (Museo Cristiano, Esztergom)
- 1440 San Michele Arcangelo (Musei Vaticani)
- 1442 circa, Madonna dell'Umiltà (Museum of Fine Arts, Boston)
- 1445 Madonna col Bambino e santi (Galleria degli Uffizi, Firenze)
- 1440-1450 Crocifisso di San Pietro a Ovile (Museo Diocesano d'Arte sacra, Siena)
- 1445 Creazione e cacciata dal Paradiso (Metropolitan Museum of Art, New York)
- 1445 Santi Chiara ed Elisabetta d'Ungheria (privato)
- 1450 Santo Stefano (S. Stefano alla Lizza, Siena)
- 1454 San Giovanni Battista va nel deserto (The Art Institute di Chicago)
- 1455 San Nicola da Tolentino salva una nave da un naufragio (Filadelfia Museum of Art)
- 1455 Incoronazione della Vergine (Metropolitan Museum of Art, New York)
- 1459 Madonna in trono (Duomo di Pienza, Pienza)
- 1460 Natività (Museo Cristiano, Esztergom)
- 1460 Cristo in Croce, Galleria nazionale d'Irlanda, Dublino, Irlanda
- 1460 Santa Caterina davanti al Papa ad Avignone (Museo Thyssen-Bornemisza, Madrid)
- 1462 l'Adorazione dei Magi (Metropolitan Museum of Art, New York)
- 1465 Giudizio Universale, Cielo, e Inferno (Pinacoteca Nazionale, Siena)
- 1475 Santa Caterina da Siena (privato)
- 1475 Assunzione della Vergine (Pinacoteca Nazionale, Siena)